# Deficiencia de carnitina palmitoiltransferasa tipo II

La Deficiencia de carnitina palmitoiltransferasa tipo II se transmite con un patrón autosómico recesivo

La deficiencia de la enzima carnitina palmitoiltransferasa 2 (CPT2) en una enfermedad hereditaria que se transmite según un patrón autosómico recesivo. Se caracteriza por la insuficiente actividad de esta enzima. Es una afección que impide que el cuerpo utilice ciertas grasas para obtener energía, especialmente durante los períodos sin alimentos (ayuno).
Se han descrito tres formas clínicas distintas de la deficiencia de CPT2:
- Una miopatía leve de aparición en adultos,
- Una forma hepatocardiomuscular infantil grave.
- Una forma neonatal letal.

## Forma del adulto
La forma del adulto presenta los primeros síntomas alrededor de los 25 años y se manifiesta por la aparición, tras realizar un esfuerzo físico intenso, de dolores musculares, calambres, debilidad general y orina de color oscuro debido al contenido de mioglobina (mioglobinuria); esta sintomatología se conoce como rabdomiólisis, si bien la rabdomiólisis puede ser originada por muchas otras enfermedades. En algunas ocasiones el desencadenante del proceso es un período de ayuno prolongado, una infección vírica, una intervención quirúrgica o una ingesta de alimentos grasos importante.

## Forma neonatal
La forma neonatal es muy poco frecuente y mucho más grave. Se debe a un déficit completo de la enzima, provoca una grave afectación de muchos órganos. Los síntomas aparecen poco después del parto y consisten en bajada de glucemia en sangre - hipoglucemia -, insuficiencia hepática, insuficiencia respiratoria, afectación del corazón, riñones y cerebro. Finalmente provoca arritmias cardiacas, convulsiones, estado de coma y muerte.

## Genética molecular
El gen que codifica la carnitina palmitoiltranferasa se localiza en el cromosoma 1, locus 1p32, está compuesto por 5 exones que codifican una proteína de 658 aminoácidos. Se han descrito diversas mutaciones que afectan a este gen y provocan la enfermedad.